# Ежен Франсуа Відок
Еже́н Франсуа́ Відо́к (фр. Eugène François Vidocq) (1775—1857) — французький авантюрист, пізніше детектив, кримінолог. У ранніх роках життя був злочинцем, брав участь у Війні першої коаліції та наполеонівських війнах. Пізніше заснував власне бюро приватних детективів, займався дослідженням злочинів та злочинців, був автором декількох книжок з кримінології. Вважається засновником французької кримінології і сучасної поліції. Образ Відока вплинув на розвиток детективного жанру. Він послугував зразком для персонажів творів Едґара По, Еміля Ґаборіо, Фредеріка Дея. 

## Біографія

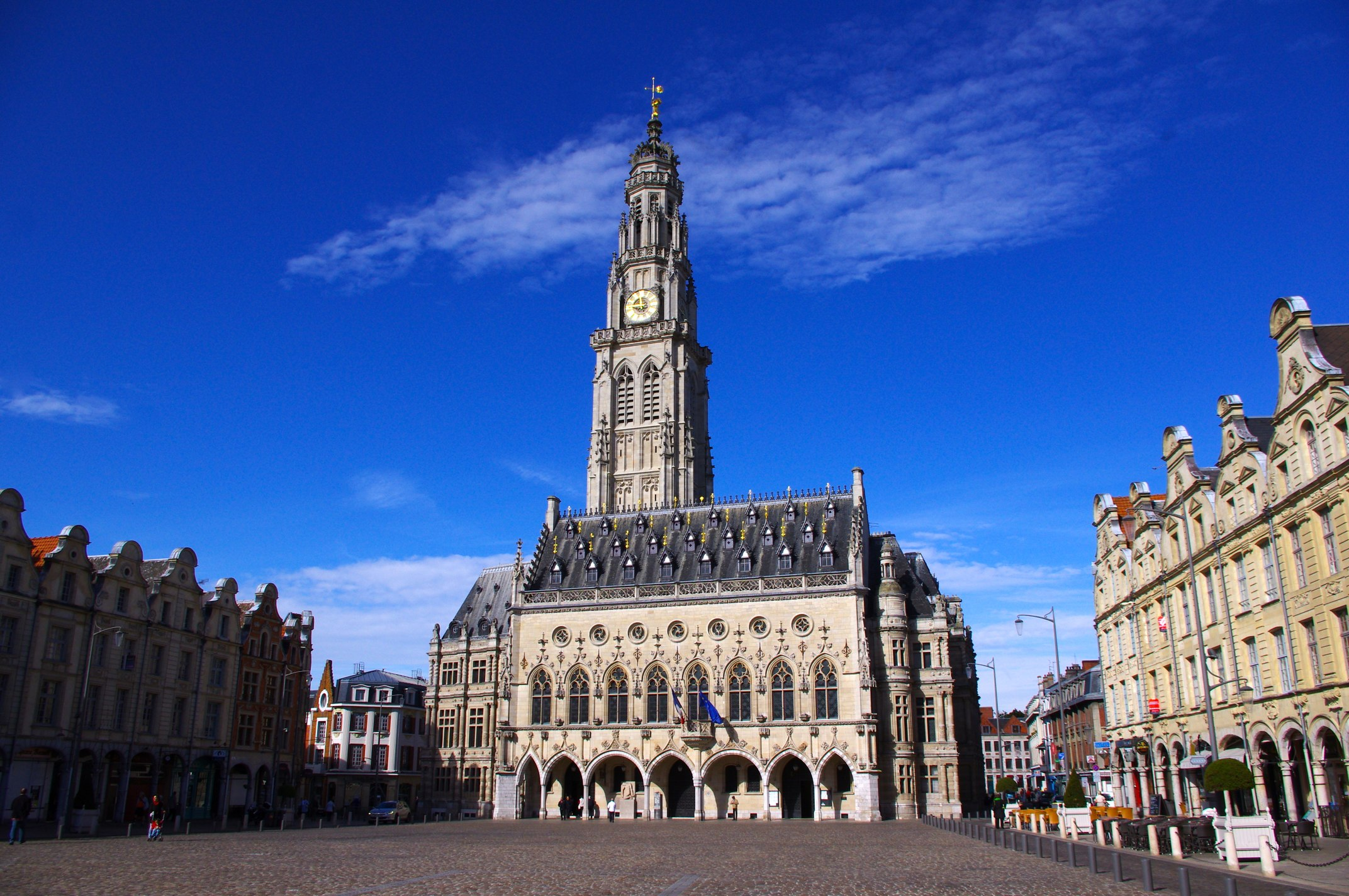
Сучасний Аррас, історична частина міста

### Дитинство і юність
Ежен Франсуа Відок народився 23 липня 1775 року в Аррасі. За легендою, під час народження був дощ і повитуха через це навіщувала йому бурхливе життя. Його батько Джозеф Ніколя Франсуа Відок був пекарем, а також займався торгівлею зерном. У родині було шестеро дітей і успішний бізнес батька забезпечував доволі заможнє життя. Попри це, Ежен Франсуа був неслухняною, активною дитиною. Хлопчик підробляв розносником хліба, але заходився красти з дому гроші й майно. Коли батько застав його за крадіжкою, втік з дому, був схоплений городовими і кинутий на 10 днів до Боде — будинку, де утримували божевільних і дрібних злочинців.
Бажаючи вирушити до Америки, вкрав у батька гроші, але невдовзі сам був пограбований. Після цього мріяв стати акробатом, та наразився у цій царині на експлуатацію на чорних роботах. Невдовзі допомагав дрібному ляльковому театру, лишився без цієї роботи через стосунки з 16-річною дружиною лялькаря. Поживши на утриманні священика, повернувся додому, де отримав прощення батьків.
У 16 років, 1791-го, вирушив до війська. Бувши в тимчасовому ув'язненні за дрібні проступки на службі, допоміг втекти з-під варти співкамернику, котрий думав про самогубство. Став капралом гренадерів, але часто затівав бійки та дуелі. Невдовзі почалася війна Франції з Австрією, Відок брав участь у битві генерала Келлермана проти прусаків. Зокрема в битві при Вальмі 1792-го. Був помилково звинувачений в дезертирстві, після чого перейшов на бік австрійців, де став кірасиром, пізніше гарнізонним офіцером. За гроші навчав співслужбовців фехтуванню. Унаслідок численних конфліктів зі співслужбовцями втік до Арраса, де знову пішов у армію. Там дізнався, що потрапив під амністію, отже йому більше не загрожувало покарання за дезертирство. Після бійки з командиром зазнав поранення в бою з австрійцями та отримав відпустку.
Повернувшись до Арраса в часи революції, став відомий любовними інтригами. Один із суперників на колишній дуелі написав на Відока донос, але той був врятований завдяки клопотанню коханки. Ежен Франсуа поклявся у вірності Республіці. Одружився з Анною Марією Луїзою Шевальє, яка вдала нібито завагітніла від нього. Довідавшись про обман, Відок вкрав у неї гроші та пішов до армії. Скоро отримав поранення в бою з австрійцями. Тікаючи від чоловіка нової коханки переодягненим у жінку, був схоплений місцевим військами. Але коли командир вислухав історію Відока, що вельми розсмішило його, відправив Ежена в Аррас. Служив у військовій канцелярії, після дуелі з полковим ад'ютантом його відправили до Брюсселя (території були захоплені військами Французької республіки).

### Кримінальне життя
Через відсутність за певних обставин паспорта, Відок видавав себе за уродженця Лілля. Після цього приєднався до фіктивного полку, в якому отримав чин капітана гусарів, і прибув до Брюсселя. Там взяв участь в авантюрі: за вказівкою генерала вийти заміж за баронесу, зі статків якої призначити йому й друзям велику пожиттєву пенсію. Проте, дізнавшись про подвійне життя Відока, баронеса відмовилася від шлюбу. У 1796 прибув до Парижа, розтративши отримані від баронеси гроші в компанії циган, Відок вирушив до Лілля. За бійку з військовим через дівчину Франсину потрапив за ґрати. Внаслідок наклепу в'язня Цезаря Гербо про підробку документів Відока засудили до більшого терміну. Ежен зумів утекти, переодягнувшись в доставлений Франсиною костюм штаб-офіцера. Після цього він помстився приставу, який несправедливо засудив його, закривши його з охоронцями у власній камері. Невдовзі Відока схопили, але він знову втік, переодягнувшись в залишений одяг жандарма. Вирушити до Брюсселя, як задумувалося, не дало вбивство його іншої коханки (якого Відок не скоював). Цього разу Ежен також втік завдяки дверям, які охоронець забув зачинити. Відок розшукав контрабандистів, з якими сподівався розжитися коштами. Впізнаний поліцією, вкотре був кинутий за ґрати.
Знову-таки завдяки принесеному Франсиною одягу, він переодягнувся й зумів покинути в'язницю. Приєднався до мандрівної трупи акторів, але був схоплений за донесенням. Цього разу Відока закували в кайдани, а Франсина отримала 6 місяців ув'язнення за сприяння втечі. Разом з іншими в'язнями Відок невдало намагався здійснити підкоп. Вдавши хворого, Ежен Франсуа під час перевезення каретою втік, сховався на шведському кораблі, але в Дуе був вкотре схоплений. Нова втеча шляхом розбору стіни провалилася, авантюрист на вісім місяців опинився в неволі. В цей час готувалося ще одна втеча, засуджені підпиляли кайдани, та були зупинені. Відок потрапив на каторгу в Бісетрі, доти вже ставши легендарним утікачем. 13 жовтня 1797 він зі співкамерниками закінчив новий підкоп, його викрили та відправили до Бреста. Знайшовши перуку, непоміченим вибрався з каторги. Помилково був опізнаний як дезертир Огюст Дюваль, уродженець Лор'яна. Зумисне сівши в каземат за хуліганство, зробив у місцевого майстра татуювання, як у справжнього Дюваля, і дізнався його звички й деталі біографії (справжній Дюваль помер за два роки до того, що лишалося для більшості таємницею). Прибулий провідати ув'язненого батько Огюста не помітив обману. Відок втерся в довіру до охорони, видавши розібрану власноруч стіну за організацію втечі змовниками, роздобув тютюновий сік, завдяки якому симулював хворобу. Переодягнувшись монахинею, безперешкодно покинув госпіталь і дістався до Нанта. Там знайшов прихисток у бандитів, серед яких виявилися каторжники-втікачі, знайомі з Відоком. Після цього вирушив до Парижа, в передмісті столиці працював погоничем волів. Розтративши свої гроші на розваги, ввійшов до банди грабіжників, уникнув облави і 1798 вирушив до Арраса.
В Аррасі видавав себе за священика, працював шкільним учителем. За стосунки зі своєю 16-ирічною ученицею Відока з ганьбою прогнали. Він вирішив переселитися до Голландії, але дорогою потрапив на примусову службу на флоті капером. Підкупивши човняра, перебрався на інший корабель, де влаштувався каптенармусом. Під час пошуків місцевого убивці його було опізнано як дезертира Огюста Дюваля й відправлено до в'язниці в Дуе. У 24 роки, 1799 року, його переведли до Бісетра та пізніше Тулону, де опинився серед численних інших злочинців, у тому числі авторитетів кримінального світу. Переодягнений, він сховався на кораблі поблизу місця каторги, де його сприйняли за нового члена команди. Невдовзі зв'язався з грабіжниками диліжансів, але як розшукуваний каторжник-утікач був вигнаний.
Зрештою Відок повернувся в Аррас, його переховувала мати. Батько до того часу помер, а брати роз'їхалися Францією. Скоро повернення Відока стало відомим. Авантюрист сховався в фортеці Арраса, видаючи себе за військовополоненого австрійця Блонделя. Домігшись отримання документів на ім'я Блонделя в 1802, відкрив крамницю з продажу капелюхів і швейного приладдя в Руані. Рік Відок прожив не викликаючи підозр. Заробивши достатньо грошей, Ежен купив квартиру в Версалі, де поселив свою матір, і відкрив там магазин. Але за донесенням товариша дитинства Відока було викрито й заочно засуджено до страти.

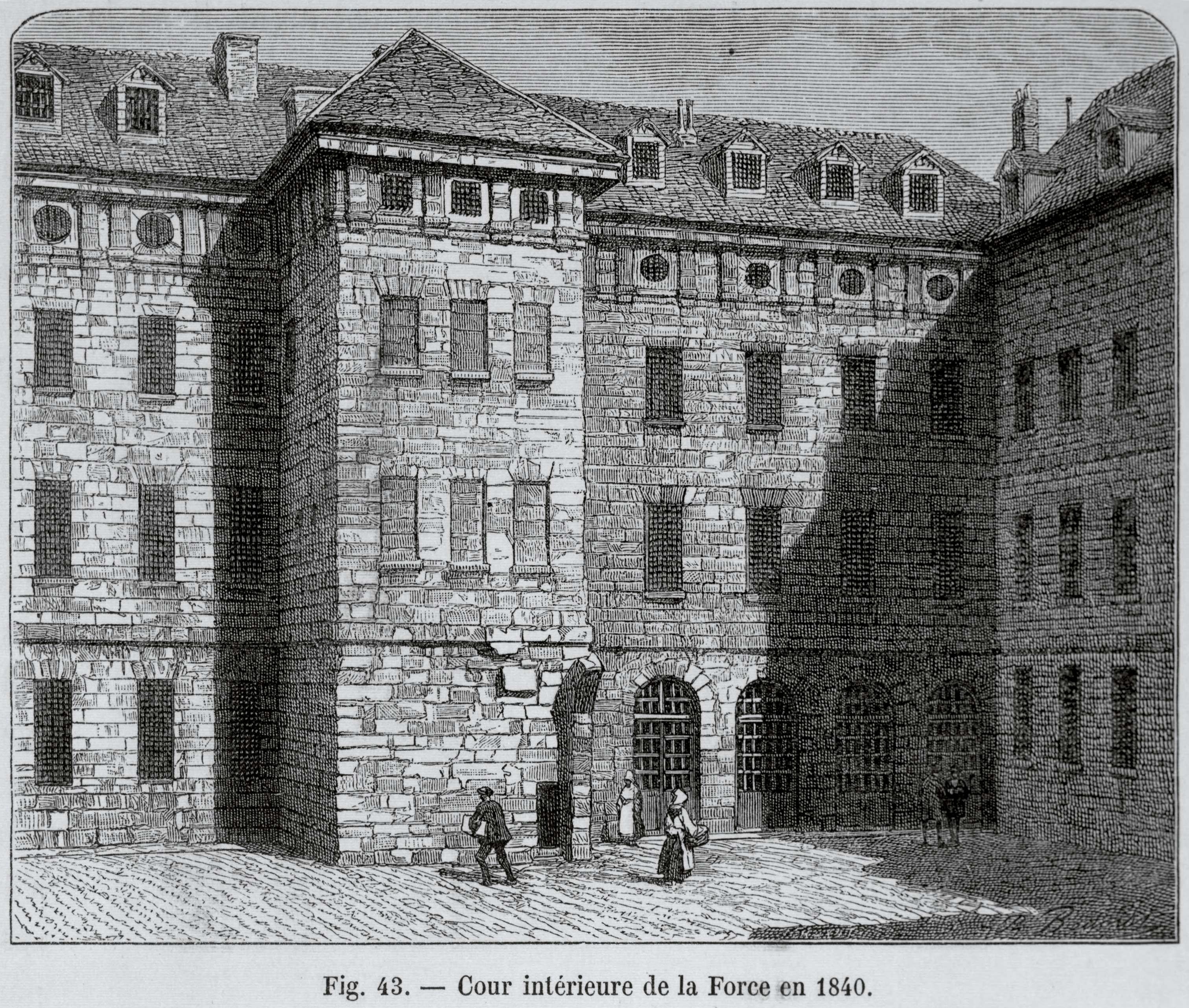
В'язниця Ла-Форс — останнє місце офіційного ув'язнення Відока

Відок намагався підкупити охоронця для втечі, та план провалився — охоронця самого арештували. Ежен однак уникнув покарання, сховавшись у возі, та перебрався в Булонь. Там 1804-го пішов на військову службу в морську артилерію, позаяк до влади саме прийшов Наполеон і оголосив набір добровольців. Був учасником таємного товариства «Олімпійців». Через кілька місяців товариство було арештовано і встановилася справжня особа Відока. Той обманув знайомого унтер-офіцера та вибрався з-під варти, хоча не надовго — його затримали в Бетюні, після чого перевели в Дуе. Там він провів 5 місяців, зміг втекти 28 листопада 1805, стрибнувши з вежі в річку Скарп.
У Парижі Відок став свідком страти Цезаря Гербо, що став винуватцем його поневірянь. Завдяки зізнанню Гебо справу Відока переглянули, та він все одно лишався розшукуваним злочинцем. Авантюрист повернувся до Анни, зайнявся торгівлею, продавав сукно. Але знайомі злочинці постійно погрожували видати Відока і переховували в нього контрабанду. Йому вдавалося переховуватися впродовж кількох років. У 1809 Відок, боячись бути несправедливо засудженим за вбивство (його віз використали для перевезення трупа), анонімно звернувся до начальника поліції Анрі з пропозицією припинити його переслідування в обмін на інформацію про каторжників-утікачів. Її не було сприйнято всерйоз, а за кілька місяців, 1 липня 1809, Відока вислідкували й арештували. Відок вдруге звернувся до Анрі, котрий цього разу передав прохання префекту поліції Пак'є. Відока на 21 місяць посадили в Бісетрі й Ла-Форсі, де він, користуючись своїм авторитетом серед злочинців, вивідав чимало важливих кримінальних таємниць. 25 березня 1811 під виглядом утечі його відпустили, зробивши співробітником поліції під її постійним наглядом.

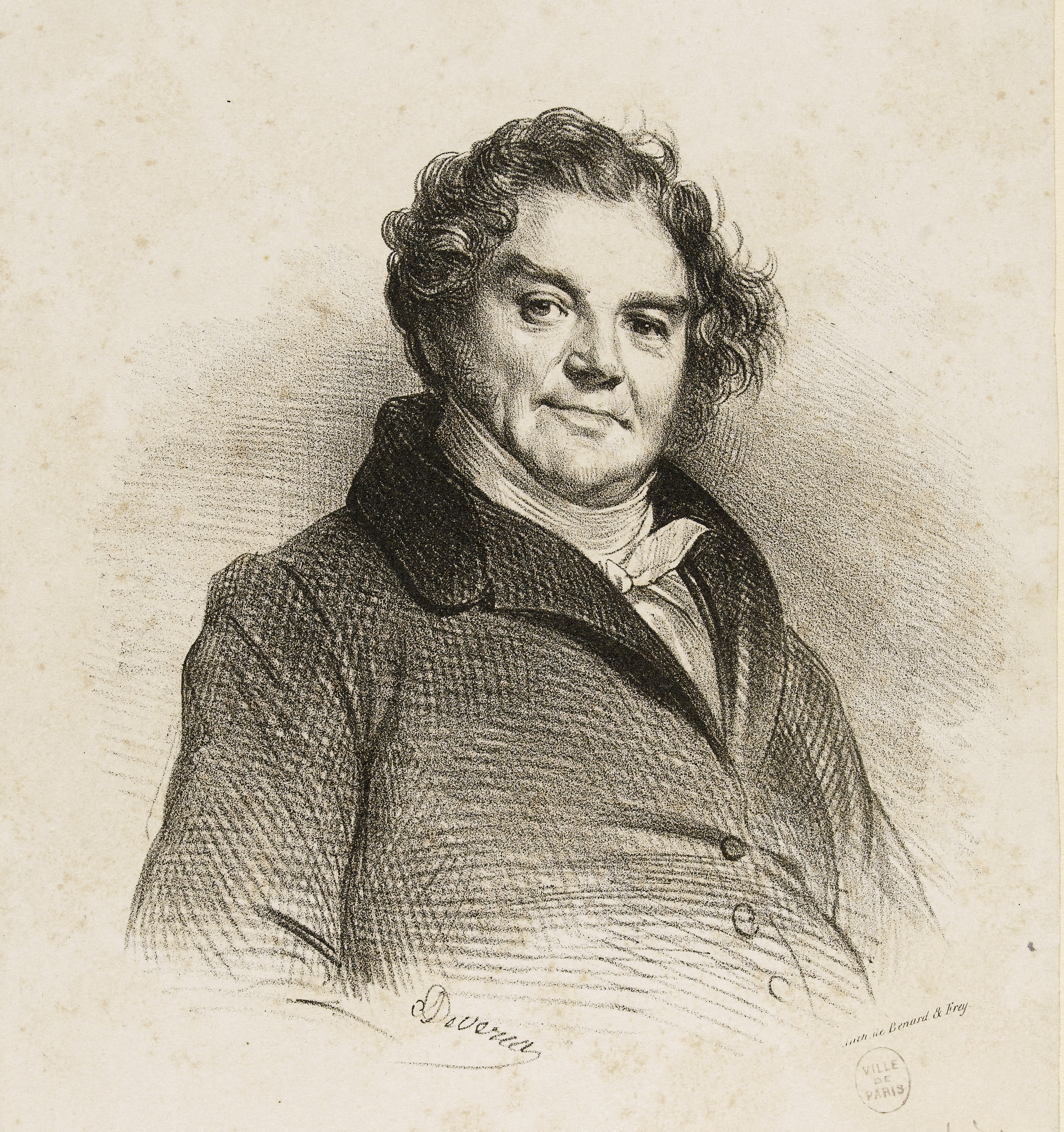
Портрет Відока часів його роботи детективом

### Детектив
Ежен Франсуа Відок став позаштатним співробітником поліції, сприяв запобіганню злочинам, служив інформатором. Злочинцям Відок сам підтверджував, що є таємним агентом поліції, начебто задля того, щоб відбити в недоброзичливців бажання здати його правосуддю. Завдяки його зусиллям в перші ж місяці було спіймано багатьох злочинців, яких безуспішно розшукували кілька років. Відок брав участь в розшуках самого себе бандитами задля помсти і завів їх у засідку. В допомогу Ежену було виділено кількох інших колишніх злочинців, першим з яких став єврей Гафре. Відок зіткнувся з конкуренцією інших таємних агентів, що писали на нього доноси і наклепи, однак Анрі захищав його як найкращого співробітника свого роду. Діючи самотужки, Відок одним з найбільших своїх досягнень вважав затримання до 1812 року банди з 22-х злодіїв, що грабували багаті квартири парижан. До 1817 він отримав 12 агентів у помічники, завдяки праці яких було здійснено 772 арешти і 39 обшуків із захопленням доказів.
За видатні заслуги в боротьбі зі злочинністю Відока, за згодою короля Людовіка XVIII було помилувано 25 березня 1818 року. Та лише 1 липня 1828 кримінальний суд в Дуе оголосив, що йому повертаються права вільного громадянина. Відок звільнився від залежності від поліції, але лишився на службі. В цей час Ежен став писати автобіографію. Для розкриття злочинів застосувувалися фіктивні арешти, втечі й інсценізовані смерті Відока і його агентів. Сам Ежен Франсуа вирізнявся фотографічною пам'яттю, впровадив ідентифікацію злочинців за спеціальними картками з переліком параметрів тіла і примітних ознак, застосовував хімічні та балістичні аналізи. Заробивши чималі кошти, Відок у 1820 році одружився з молодою вдовою Жанні-Віктуар Герен, яка померла через чотири роки. Невдовзі померла і його мати, якій син влаштував пишні похорони з відправою в соборі Нотр-Дам. У 1822 познайомився з Оноре де Бальзаком, який використав його образ у низці своїх творів.
У 1827 році Відок був змушений подати у відставку через наполягання префекта поліції та антирелігійну позицію. Видана автобіографія «Нотатки Відока», отримала великий успіх, принісши значні кошти. Також видав словник кримінального жаргону й низку книг, присвячених виявленню злочинців та проблемі гуманного ставлення до них. У 1830 році одружився втретє — зі своєю кузиною Флеріді-Альбертіні Маньє, молодшою за нього на 18 років. Оселився в Сен-Манде, де звів особняк. Заснував паперову фабрику, на якій працювали з виправною метою злочинці, але вона закрилася в 1831 через брак фінансування. В 1832, через повстання організував групу, що займалася проникненням в тил повстанців.
Ежен створив у 1833 власне розшукове бюро, що займалося передусім пошуком за гроші вкрадених речей. За підозрою у корупції та шахрайстві 28 листопада 1837 документи бюро було конфісковано, а Відока на рік ув'язнено. В лютому 1838 його було виправдано і звільнено. Подібне повторилося в 1842 і знову Відок був звільнений. В 1847 Флеріда-Альбертіні померла і 72-річний Відок більше не одружувався. У 1849 він востаннє побував за ґратами через підозри в шахрайстві.
Керував бюро до самої смерті 11 травня 1857 року. Спадок перейшов до бюро з причини відсутності спадкоємців, крім трьох позашлюбних синів.

## Вплив
Мемуари Відока зумовили образ персонажів детективної белетристики XIX ст. Едґар Аллан По за зразком Відока створив свого персонажа Оґюста Дюпена, героя оповідання «Вбивство на вулиці Морг» (1841), що є одним з найраніших творів детективного жанру. Мемуарами Відока надихався також Еміль Ґаборіо, що писав оповідання про детектива Лекока. Фредекрік Дей використав ранні твори Відока при розробці образу свого персонажа Ніка Картера.